# Taylor Cub
O Taylor Cub, um avião monomotor a pistão, de asa alta, foi originalmente projetado por C. Gilbert Taylor como uma aeronave utilitária, pequena, leve e simples, desenvolvida a partir do "Arrowing Chummy". É o antepassado do popular Piper J-3 Cub, e a produção total da série Cub foi de 23.512 aeronaves.

## Projeto e desenvolvimento
Em 1930, com C. G. Taylor como Engenheiro Chefe, a Taylor Aircraft Company iniciou a produção de uma aeronave tandem de baixa potência de dois lugares, designada "Taylor Cub". O Cub apresentava um design com asas montadas no alto da fuselagem, uma cabine aberta, fuselagem tubular de aço coberta com tecido e asas de madeira que usavam o aerofólio USA-35B. Ele foi originalmente movido por um motor Brownback "Tiger Kitten" de 20 cavalos (15 quilowatts). Como o termo "Tiger Kitten" é entendido como "filhote de tigre", o contador de Taylor, Gilbert Hadrel, teve a ideia de chamar o pequeno avião de "Filhote" ("Cub").
O motor do "Tiger Kitten" rugiu, mas não foi forte o suficiente para mover o Cub. Em 12 de setembro de 1930, um vôo de teste do Taylor Cub terminou abruptamente quando a aeronave saiu da pista; o motor de baixa potência foi incapaz de erguer o monoplano a mais de 1,5 metros do solo. Em outubro, um motor radial Salmson AD-9 produzido na França foi instalado no Cub dando bom desempenho, mas sua importação e manutenção tinham um alto custo, e ele nunca foi homologado.
Finalmente, em fevereiro de 1931, Taylor apresentou uma fuselagem Cub aprimorada, movida pelo recém-desenvolvido motor A-40 da Continental Motors de 37 cavalos (27,6 quilowatts). O novo Taylor E-2 Cub recebeu o certificado de Categoria 2 ou "Memo" 2-358 em 15 de junho de 1931 e foi licenciado pelo Departamento de Comércio dos Estados Unidos para fabricação (mais tarde recebeu o Certificado de Tipo Aprovado A-455 completo em 7 de novembro) Vinte e dois E-2 Cubs foram vendidos durante 1931, no varejo por $ 1.325; em 1935, o custo aumentou para $ 1475 e no final da produção em fevereiro de 1936, 351 Cubs foram construídos no Aeroporto Emery, em Bradford, Pensilvânia entre 1931 e 1936.

## Variantes

### Taylor E-2
O protótipo voou pela primeira vez em setembro de 1930 com um motor Brownbach Tiger Kitten de 20 hp (15 kW), o motor alterado para um motor francês Salmson D-9 radial de 40 hp (30 kW) em outubro de 1930. embora o D-9 tivesse potência suficiente para o E- 2 era caro e era construído com medidas métricas que causariam problemas de manutenção.

### Taylor E-2 Cub
O E-2 Cub foi a variante de produção do E-2 com o motor Continental A-40-2 ou em produção posterior o motor A-40-3 aprimorado, produzido de 1931 a 1936.

### Taylor F-2
Problemas persistentes com os primeiros motores A-40 do E-2 levaram a uma busca por outros motores adequados. A primeira escolha foi o Aeromarine AR-3-40, um motor radial de três cilindros refrigerado a ar que produzia 40 cavalos de potência a 2.050 RPM. O Cub com motor Aeromarine foi designado F-2. Uma aeronave equipada com flutuador foi designada F-2S.
O Certificado de Tipo Aprovado A-525 foi concedido em 16 de fevereiro de 1934, e o F-2 tinha um preço inicial de US$ 1.470. Aproximadamente 30 foram feitos.

### Taylor G-2
Em outra busca por um substituto para o A-40, Taylor foi ao extremo de projetar e construir seu próprio motor de 35-40 cavalos de potência. Este foi instalado no número de série 149, registro N14756. O Cub equipado com o motor Taylor foi designado como G-2.
Nenhuma informação foi publicada sobre o motor único e nenhum detalhe é conhecido hoje. Com um novo motor, esta aeronave se tornaria o Taylor H-2, do qual ao menos quatro foram construídos.

### Taylor H-2

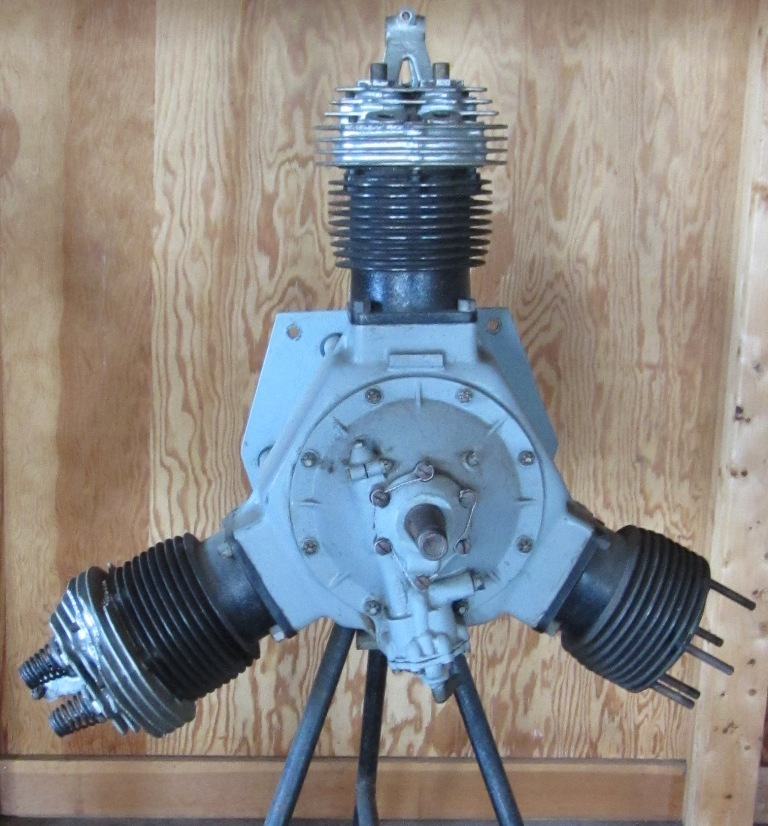
Um motor radial Szekely em exibição.

O G-2 Cub foi equipado com um motor Szekely SR-3-35 (pronuncia-se Say-Kai) de 35 cavalos, outro motor radial de três cilindros refrigerado a ar que produzia 35 cv a 1750 RPM. O Cub com motor Szekely foi designado como H-2.
O certificado de tipo aprovado A-572 foi concedido em 28 de maio de 1935. Três F-2 foram convertidos para este motor (números de série 40, 66 e 74), para um total de quatro H-2.
Em 1937, Beverly Dodge e uma passageira estabeleceram o recorde feminino de altitude (16.800 pés) em um Taylor H-2 Szekely motorizado.

### Taylor J-2
O Taylor J-2 foi a iteração final da série Cub com o nome de Taylor, antes de a empresa ser renomeada para Piper Aircraft em novembro de 1937, a produção mudou de Bradford para Lock Haven, Pensilvânia no início de 1937 após a destruição da fábrica de Bradford por um incêndio.

### Taylorcraft A
Quando C. G. Taylor rompeu com a Taylor Aircraft e fundou a nova empresa Taylor-Young, sua primeira aeronave, originalmente conhecida como Taylor-Young Model A, era pouco mais do que um Cub refinado com assentos lado a lado. A Taylor-Young logo mudou seu nome para Taylorcraft e o Model A se tornou o Taylorcraft A, primeiro na série Taylorcraft.

## Operadores
- Nicarágua: Força Aérea da Nicarágua (um exemplar)[10]

## Especificação (Taylor E-2 Cub)
Dados coletados de:

### Características gerais
- Tripulação: um
- Capacidade: um passageiro
- Comprimento: 22 pés 6 pol. (6,86 m)
- Envergadura: 35 pés 2 pol. (10,72 m)
- Altura: 6 pés 6 pol (1,98 m)
- Área da asa: 184 pés quadrados (17,1 m2)
- Peso vazio: 510 lb (231 kg)
- Peso máximo de decolagem: 970 lb (440 kg)
- Motorização: 1 × motor Continental A40-2 de 4 cilindros horizontais postos refrigerado a ar, 35 hp (26 kW)
- Hélices: hélice de passo fixo de 2 pás

### Performance
- Velocidade máxima: 80 mph (130 km/h, 70 kn)
- Velocidade de cruzeiro: 70 mph (110 km/h, 61 kn)
- Alcance: 225 mi (362 km, 196 nmi)
- Teto de serviço: 12.000 pés (3.700 m)
- Taxa de subida: 400 pés/min (2,0 m/s)
- Carga da asa: 6 lb/pés quadrados (29 kg/m2)
- Potência/massa: 0,04 hp/lb (0,066 kW/kg)

## Desenvolvimentos relacionados
- EAY-201
- Paulistinha CAP-4
- Neiva P-56 Paulistinha
- Taylor Bird
- Taylor J-2 Cub
- Piper J-3 Cub

## Projetos contemporâneos comparáveis
- Aeronca C-2